# 麥迪遜鎮區 (堪薩斯州賴利縣)
麥迪遜鎮區（英語：Madison Township）是位於美國堪薩斯州賴利縣的一個行政鎮區。

## 地方資料
麥迪遜鎮區的面積為366.13平方千米，當中陸地面積為365.81平方千米，而水域面積為0.32平方千米。根據2010年美國人口普查的數據，當地共有人口9606人，而人口密度為每平方千米26.24人。

## 外部連結
- US-Counties.com
- City-Data.com （页面存档备份，存于）